# Starý Šachov
Obec Starý Šachov (německy Alt Schokau) se nachází v okrese Děčín v Ústeckém kraji. Žije v ní 231 obyvatel.

## Historie
První písemná zmínka pochází z roku 1387.

## Obyvatelstvo
|                                                          | 1869 | 1880 | 1890 | 1900 | 1910 | 1921 | 1930 | 1950 | 1961 | 1970 | 1980 | 1991 | 2001 | 2011 |
| -------------------------------------------------------- | ---- | ---- | ---- | ---- | ---- | ---- | ---- | ---- | ---- | ---- | ---- | ---- | ---- | ---- |
| Obyvatelé                                                | 220  | 210  | 190  | 186  | 169  | 172  | 169  | 132  | 122  | 95   | 79   | 48   | 55   | 50   |
| Domy                                                     | 35   | 35   | 32   | 32   | 31   | 31   | 34   | 36   | 93   | 23   | 18   | 12   | 30   | 30   |
| Data z roku 1961 zahrnují domy místní části Malý Šachov. |      |      |      |      |      |      |      |      |      |      |      |      |      |      |

## Části obce
- Starý Šachov
- Malý Šachov